# Loryma sentiusalis
Loryma sentiusalis is een vlinder uit de familie snuitmotten (Pyralidae). De wetenschappelijke naam van deze soort is voor het eerst geldig gepubliceerd in 1859 door Walker.
De soort komt voor in tropisch Afrika.